# Benoît Braconnier
Benoît Braconnier (15 mei 1982) is een Belgische voormalige atleet, die gespecialiseerd was in het hoogspringen. Hij veroverde drie Belgische titels.

## Biografie
Braconnier werd in 2000 en 2001 Belgisch indoorkampioen hoogspringen. In 2003 veroverde hij outdoor de Belgische titel. Hij was aangesloten bij FC Luik.

## Belgische kampioenschappen
Outdoor
| Onderdeel    | Jaar |
| ------------ | ---- |
| hoogspringen | 2003 |

Indoor
| Onderdeel    | Jaar       |
| ------------ | ---------- |
| hoogspringen | 2000, 2001 |

## Persoonlijke records
Outdoor
| Onderdeel    | Prestatie | Datum        | Plaats                 |
| ------------ | --------- | ------------ | ---------------------- |
| hoogspringen | 2,13 m    | 11 juni 2005 | Sint-Lambrechts-Woluwe |

Indoor
| Onderdeel    | Prestatie | Datum            | Plaats |
| ------------ | --------- | ---------------- | ------ |
| hoogspringen | 2,13 m    | 18 februari 2001 | Gent   |

## Palmares
hoogspringen
- 2000:  BK indoor AC – 2,04 m
- 2000:  BK AC – 2,00 m
- 2001:  BK indoor AC – 2,13 m
- 2001:  BK AC – 2,00 m
- 2003:  BK indoor AC – 2,07 m
- 2003:  BK AC – 2,11 m
- 2004:  BK indoor AC – 2,13 m
- 2005:  BK indoor AC – 2,07 m
- 2005:  BK AC – 2,11 m